# Now's the Time!
| Recensione | Giudizio |
| ---------- | -------- |
| AllMusic   |          |

Now's the Time! è un album in studio del sassofonista jazz statunitense Sonny Rollins, pubblicato dalla RCA Victor Records nel settembre del 1964   .

## Tracce
LP (1964, RCA Victor Records, LPM-2927/LSP-2927)
Lato A
1. Now's the Time – 3:58 (musica: Charlie Parker) – Registrato il 14 febbraio 1964
2. Blue 'n' Boogie – 3:26 (musica: Dizzy Gillespie, Frank Paparelli) – Registrato il 14 aprile 1964
3. I Remember Clifford – 2:32 (musica: Benny Golson) – Registrato il 14 aprile 1964
4. Fifty-Second Street Theme – 4:49 (musica: Thelonious Monk) – Registrato il 20 gennaio 1964

Lato B
1. St. Thomas – 3:53 (musica: Sonny Rollins) – Registrato il 14 febbraio 1964
2. 'Round Midnight – 3:59 (musica: Thelonious Monk) – Registrato il 14 febbraio 1964
3. Afternoon in Paris – 2:41 (musica: John Lewis) – Registrato il 18 febbraio 1964
4. Four – 7:11 (musica: Miles Davis) – Registrato il 14 aprile 1964

CD (1994, BMG/RCA, 74321221082)
1. Now's the Time – 4:04 (musica: Charlie Parker)
2. Blue 'n' Boogie – 5:30 (musica: Dizzy Gillespie, Frank Paparelli)
3. I Remember Clifford – 2:35 (musica: Benny Golson)
4. I Remember Clifford (Alternate take) – 6:03 (musica: Benny Golson) – Traccia bonus
5. Fifty-Second Street Theme – 4:32 (musica: Thelonious Monk)
6. Fifty-Second Street Theme (Alternate take) – 14:40 (musica: Thelonious Monk) – Traccia bonus
7. St. Thomas – 3:57 (musica: Sonny Rollins)
8. St. Thomas (Alternate take) – 3:05 (musica: Sonny Rollins) – Traccia bonus
9. 'Round Midnight – 4:01 (musica: Thelonious Monk)
10. Afternoon in Paris – 2:44 (musica: John Lewis)
11. Four – 7:13 (musica: Miles Davis)
12. Four (Alternate take) – 5:53 (musica: Miles Davis) – Traccia bonus

## Formazione
- Sonny Rollins – sassofono tenore
- Herbie Hancock – pianoforte (Now's the Time, Fifty-Second Street Theme (alt. t.), 'Round Midnight, Afternoon in Paris e Four (alt. t.))
- Thad Jones – cornetta (I Remember Clifford (Alt. t.) e Fifty-Second Street Theme)
- Ron Carter – contrabbasso (Now's the Time, Fifty-Second Street Theme (alt. t.), St. Thomas, St. Thomas (alt. t.), 'Round Midnight, Afternoon in Paris e Four (Alt. t.))
- Bob Cranshaw – contrabbasso (Blue 'n' Boogie, I Remember Clifford, I Remember Clifford (Alt. t.), Fifty-Second Street Theme e Four)
- Roy McCurdy – batteria [5]

### Produzione
- George Avakian – produzione, foto retrocopertina album, note retrocopertina album
- Registrazioni effettuate al RCA Victor's Studio B di New York City, New York
- Roy Hall – ingegnere delle registrazioni [6]